# Lincoln Town Car

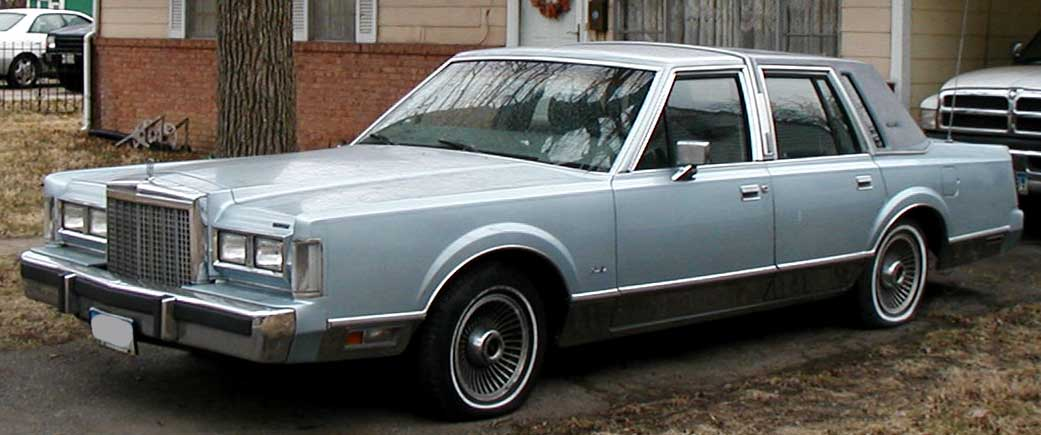
Lincoln Town Car, årsmodell 1981.

Lincoln Town Car är en bilmodell som tillverkades mellan 1980 och 2011 av det amerikanska biltillverkaren Lincoln. Den byggdes som en prestigeversion av koncernkollegan Ford Crown Victoria. Den byggdes också i ett förlängt limousinutförande, som blev  mycket populärt för biltypen.